# Nieme
De Nieme is een rivier in Nedersaksen, Duitsland, die in Bursfelde in de Wezer uitmondt. De Nieme ontstaat door het samenkomen van de Wesperke, Buirke en Velenke, drie kleine beken, die ontspringen in de buurt van de bron van de Schede.

## Zijrivieren
De volgende (kleine) zijriviertjes monden (stroomafwaarts) uit in de Nieme:
| - Buirke - Valenke - Wesperke - Vöhre | - Kuhgraben - Krummeke - Nordbach - Quarmke | - Steimke - Rehbach - Habichtsbach |